# Clean Bandit
Clean Bandit je anglická elektronická hudební skupina. Skladby spolu začali skládat v roce 2008 v Cambridge. Mezinárodního úspěchu dosáhli se svým singlem z roku 2013 s názvem „Mozart's House“, který obsadil 17. příčku na britském žebříčku UK Singles Chart. Své jméno si nejvíce proslavili na singlu „Rather Be“, který obsadil 10. příčku v US Billboard Hot 100. Za tuto píseň taky dostali Cenu Grammy v kategorii za nejlepší taneční nahrávku. Jejich singl „Rockabye“ z roku 2016 se stal jejich druhým největším hitem ve Velké Británii.

## O skupině

### Členové

#### Aktuální členové
- Grace Chatto (2008 – dosud) – violoncello, bicí, vokály
- Jack Patterson (2008 – dosud) – baskytara, klávesy, vokál, klavír, housle
- Luke Patterson (2008 – dosud) – bicí

#### Bývalí členové
- Neil Amin-Smith (2008 – 2016) – housle, klavír
- Ssegawa-Ssekintu Kiwanuk (2008 – 2010) – vokál

#### Členové během turné
- Patrick Greenberg (2010 – dosud) – basa
- Stephanie Benedetti (2016 – dosud) – housle
- Braimah Kanneh-Mason (2016 – dosud) – housle
- Nikki Cislyn (2012 – 2013) – vokál
- Florence Rawlings (2013 – 2016) – vokál
- Elisabeth Troy (2013 – 2016) – vokál
- Kirsten Joy (2016 – dosud) – vokál
- Yasmin Green (2016 – dosud) – vokál
- David Gane (2018 – dosud) – bicí

### Hudební styl
Kapela kombinuje elektronickou hudbu s klasickými skladbami skladatelů, jako jsou Wolfgang Amadeus Mozart a Dmitrij Šostakovič. Některá z jejich hudby zahrnuje také humor v řeči.

## Kariéra
Členové se potkali při studiu na Jesus College v Cambridge. V roce 2008 založili Clean Bandit, kde z původních pět členů se později stali kvartetem. Název kapely Clean Bandit pochází z překladu ruské fráze; význam je podobný anglickému výrazu „úplný bastard“. V prosinci 2012 skupina vydala svůj debutový singl „A + E“, který dosáhl na 100 příčku na britském UK Singles Chart. Jednalo se o singl z jejich debutového alba New Eyes, které vydalo 2. června 2014 Atlantic Records.
Dne 29. března 2013 vydali druhý singl „Mozart's House“. Skladba byla na 17. příčce na UK Singles Chart.
Největšího úspěchů ale dosáhli s písní „Rather Be“, kterou vydali 19. ledna 2014 a nazpívala ji Jess Glynne. V roce 2014 to byla druhá nejprodávanější píseň ve Velké Británii po „Happy“ od Pharrella Williamse. Dosáhla první pozici v několika zemí, jako například v Rakousku, Finsku, Německu, Nizozemsku, Norsku a Švédsku. V USA dosáhla 10. příčku v Billboard Hot 100. V únoru 2015 získal „Rather Be“ cenu Grammy za nejlepší taneční nahrávku na 57. ročníku Grammy Awards.
Dne 19. října 2016 se na svém účtu na Facebooku uvedli oznámení, že houslista a klavirista Neil Amin-Smith se rozhodl opustit skupinu. Neil učinil samostatné oznámení o tom samém na svém účtu na Twitteru. O dva dny později skupina vydala svou první píseň bez Amin-Smith: „Rockabye“, kterou udělali s rapperem Seanem Paulem a zpěvačkou Anne-Marie. Stala se jejich druhou písní, která skončila na první příčce nejen ve Velké Británii, ale také i v ostatních zemích a v USA dosáhla na 9. příčku v Billboard Hot 100.
Dne 17. března 2017 vydali další píseň, které měla mezinárodní úspěch a jmenovala se „Symphony“, kterou nazpívala Zara Larsson.
Začátkem prosince 2017 skupina oznámila, že pro rok 2018 připravují nové album.

## Diskografie
- New Eyes (2014)
- What Is Love? (2018)